# Joseph Van Ingelgem
Joseph Van Ingelgem (Jette, 23 gennaio 1912 – 29 maggio 1989) è stato un calciatore belga, di ruolo centrocampista.